# Llista de topònims de Vilanova de Sau
Llista de topònims (noms propis de lloc) del municipi de Vilanova de Sau, a Osona
Informació actualitzada per un bot. Els canvis manuals es perdran quan s'actualitzi!

## casa forta
| imatge | Nom                  | Ubicat a        | instància de        | Detalls                                                   | coordenades | Protecció                                            | Commons (més fotos) | Dades a WD                    |
| ------ | -------------------- | --------------- | ------------------- | --------------------------------------------------------- | --- | ---------------------------------------------------- | ------------------- | ----------------------------- |
|        | Casal dels Sant-romà | Vilanova de Sau | casa forta          | Estil: arquitectura popular Estat: ruïnós                 | 41° 58′ 34″ N, 2° 23′ 28″ E / 41.976205°N,2.391173°E                                                                              | bé d'interès cultural bé cultural d'interès nacional |                     | Modifica les dades a Wikidata |
|        | Domus del Pi         | Vilanova de Sau | casa forta jaciment | Estil: art romànic Estat: ruïnós Llarg: 3.3m Ample: 11.4m | 41° 58′ 41″ N, 2° 23′ 42″ E / 41.97792778°N,2.39494444°E ca:Cim del Puig d'en Riba, accés des dels coberts del Club Nàutic de Sau | bé d'interès cultural bé cultural d'interès nacional | Domus del Pi        | Modifica les dades a Wikidata |

## embassament
| imatge | Nom               | Ubicat a                                    | instància de     | Detalls                                            | coordenades                                                                  | Protecció | Commons (més fotos) | Dades a WD                    |
| ------ | ----------------- | ------------------------------------------- | ---------------- | -------------------------------------------------- | ---------------------------------------------------------------------------- | --------- | ------------------- | ----------------------------- |
|        | Pantà de Sau      | Vilanova de Sau                             | embassament      | Superfície: 527.8ha Volum: 151.3hm³ Conca: 1522km² | 41° 58′ 27″ N, 2° 23′ 03″ E / 41.974197222222°N,2.3842916666667°E 422.2 msnm |           | Sau Reservoir       | Modifica les dades a Wikidata |
|        | pantà de Susqueda | Vilanova de Sau Sant Hilari Sacalm Susqueda | embassament llac | Superfície: 467ha Volum: 233hm³ Conca: 1775km²     | 41° 58′ 45″ N, 2° 31′ 38″ E / 41.9792°N,2.52722°E 351 msnm                   |           | Pantà de Susqueda   | Modifica les dades a Wikidata |

## entitat singular de població
| imatge | Nom                       | Ubicat a        | instància de                                                                   | Detalls | coordenades                                                                 | Protecció | Commons (més fotos) | Dades a WD                    |
| ------ | ------------------------- | --------------- | ------------------------------------------------------------------------------ | ------- | --------------------------------------------------------------------------- | --------- | ------------------- | ----------------------------- |
|        | Sant Andreu de Bancells   | Vilanova de Sau | entitat singular de població ens local històric de Catalunya                   | 12 hab  | 41° 56′ 06″ N, 2° 26′ 17″ E / 41.934877830831°N,2.4379780406742°E 830 msnm  |           |                     | Modifica les dades a Wikidata |
|        | Sant Pere de Castanyadell | Vilanova de Sau | entitat singular de població ens local històric de Catalunya                   | 6 hab   | 41° 55′ 33″ N, 2° 25′ 51″ E / 41.925835931944°N,2.430821077131°E 516 msnm   |           |                     | Modifica les dades a Wikidata |
|        | Sant Romà de Sau          | Vilanova de Sau | entitat singular de població ens local històric de Catalunya                   | 42 hab  | 41° 57′ 55″ N, 2° 24′ 36″ E / 41.9653462061519°N,2.4099757640866°E 525 msnm |           | Sant Romà de Sau    | Modifica les dades a Wikidata |
|        | Vilanova de Sau           | Vilanova de Sau | entitat singular de població capital municipal ens local històric de Catalunya | 257 hab | 41° 56′ 49″ N, 2° 23′ 04″ E / 41.947°N,2.3844°E 557 msnm                    |           |                     | Modifica les dades a Wikidata |

## església
| imatge | Nom                                | Ubicat a        | instància de     | Detalls                                                                     | coordenades                                                                                                | Protecció                                  | Commons (més fotos)            | Dades a WD                    |
| ------ | ---------------------------------- | --------------- | ---------------- | --------------------------------------------------------------------------- | --- | ------------------------------------------ | ------------------------------ | ----------------------------- |
|        | Església nova de Sant Romà de Sau  | Vilanova de Sau | església         | Arquitecte: Josep Maria Pericas i Morros Estil: arquitectura eclèctica 1951 | 41° 58′ 00″ N, 2° 24′ 34″ E / 41.9667264°N,2.4094087°E ca:Sant Romà de Sau 527 msnm                        | bé integrant del patrimoni cultural català |                                | Modifica les dades a Wikidata |
|        | Església vella de Sant Romà de Sau | Vilanova de Sau | església         | Estil: arquitectura romànica 11st century Estat: ruïnós                     | 41° 58′ 22″ N, 2° 23′ 35″ E / 41.972754°N,2.393062°E ca:Sota les aigues del Pantà de Sau                   | bé integrant del patrimoni cultural català | Church of Sant Romà            | Modifica les dades a Wikidata |
|        | Sant Andreu de Bancells            | Vilanova de Sau | església         | Estil: arquitectura romànica                                                | 41° 56′ 06″ N, 2° 26′ 49″ E / 41.9349°N,2.44684°E ca:Camí de Bancells, km 27,5 ctra. de Vic a Sant Hilari  | bé integrant del patrimoni cultural català | Sant Andreu de Bancells        | Modifica les dades a Wikidata |
|        | Sant Pere de Castanyadell          | Vilanova de Sau | església         | Estil: arquitectura eclèctica arquitectura barroca 1717                     | 41° 55′ 32″ N, 2° 25′ 45″ E / 41.9255851°N,2.4291695°E ca:Camí mas del silenci                             | bé integrant del patrimoni cultural català |                                | Modifica les dades a Wikidata |
|        | Santa Maria de Vallclara           | Vilanova de Sau | església         | Estil: arquitectura romànica 12nd century                                   | 41° 55′ 34″ N, 2° 28′ 29″ E / 41.9260463°N,2.4748509°E ca:Camí de Vallclara, des de la Caseta de Vallclara | bé integrant del patrimoni cultural català | Santa Maria de Vallclara       | Modifica les dades a Wikidata |
|        | Santa Maria de Vilanova de Sau     | Vilanova de Sau | església         | Estil: arquitectura romànica                                                | 41° 56′ 54″ N, 2° 23′ 14″ E / 41.948376°N,2.387317°E ca:Sobre la riera Major 556 msnm                      | bé cultural d'interès local                | Santa Maria de Vilanova de Sau | Modifica les dades a Wikidata |
|        | capella del Crous de Sant Andreu   | Vilanova de Sau | església capella | Estil: arquitectura popular                                                 | 41° 56′ 47″ N, 2° 24′ 54″ E / 41.9464278°N,2.4151216°E ca:masia el Crous                                   | bé integrant del patrimoni cultural català |                                | Modifica les dades a Wikidata |

## font
| imatge | Nom             | Ubicat a        | instància de | Detalls | coordenades                                                         | Protecció | Commons (més fotos) | Dades a WD                    |
| ------ | --------------- | --------------- | ------------ | ------- | ------------------------------------------------------------------- | --------- | ------------------- | ----------------------------- |
|        | font Ferrer     | Vilanova de Sau | font         |         | 41° 55′ 10″ N, 2° 28′ 27″ E / 41.9194263055556°N,2.47408498275087°E |           |                     | Modifica les dades a Wikidata |
|        | font de la Serp | Vilanova de Sau | font         |         | 41° 54′ 48″ N, 2° 28′ 19″ E / 41.913423019784°N,2.4719293176772°E   |           |                     | Modifica les dades a Wikidata |

## jaciment arqueològic
| imatge | Nom                                      | Ubicat a        | instància de                     | Detalls | coordenades                                          | Protecció                                  | Commons (més fotos) | Dades a WD                    |
| ------ | ---------------------------------------- | --------------- | -------------------------------- | ------- | ---------------------------------------------------- | ------------------------------------------ | ------------------- | ----------------------------- |
|        | Jaciment Arqueològic Salt de la Minyona  | Vilanova de Sau | jaciment arqueològic             |         | 41° 56′ 04″ N, 2° 22′ 14″ E / 41.934439°N,2.370446°E | bé integrant del patrimoni cultural català |                     | Modifica les dades a Wikidata |
|        | Jaciment arqueològic Cingle Vermell      | Vilanova de Sau | jaciment arqueològic             |         | 41° 57′ 37″ N, 2° 22′ 58″ E / 41.960366°N,2.382702°E | bé integrant del patrimoni cultural català |                     | Modifica les dades a Wikidata |
|        | Sondeig T1 i G1                          | Vilanova de Sau | jaciment arqueològic abric rocós |         | 41° 57′ 39″ N, 2° 23′ 01″ E / 41.96088°N,2.383711°E  | bé integrant del patrimoni cultural català |                     | Modifica les dades a Wikidata |
|        | Sondeig V-1                              | Vilanova de Sau | jaciment arqueològic abric rocós |         | 41° 57′ 35″ N, 2° 23′ 01″ E / 41.959685°N,2.383748°E | bé integrant del patrimoni cultural català |                     | Modifica les dades a Wikidata |
|        | jaciment arqueològic del Castell Sa Sala | Vilanova de Sau | jaciment arqueològic abric rocós |         | 41° 57′ 41″ N, 2° 23′ 01″ E / 41.961498°N,2.383552°E | bé integrant del patrimoni cultural català |                     | Modifica les dades a Wikidata |

## masia
| imatge | Nom                       | Ubicat a        | instància de | Detalls                                  | coordenades                                                                                       | Protecció                                  | Commons (més fotos)          | Dades a WD                    |
| ------ | ------------------------- | --------------- | ------------ | ---------------------------------------- | ------------------------------------------------------------------------------------------------- | ------------------------------------------ | ---------------------------- | ----------------------------- |
|        | Arbell                    | Vilanova de Sau | masia        | Estil: arquitectura popular              | 41° 57′ 09″ N, 2° 23′ 18″ E / 41.9524754°N,2.3882808°E                                            | bé integrant del patrimoni cultural català |                              | Modifica les dades a Wikidata |
|        | Bancells                  | Vilanova de Sau | masia        |                                          | 41° 56′ 42″ N, 2° 25′ 50″ E / 41.945°N,2.43048°E ca:Ctra. Vic-Sau, Km. 8                          | bé integrant del patrimoni cultural català |                              | Modifica les dades a Wikidata |
|        | Cal Sastre                | Vilanova de Sau | masia        | Estil: arquitectura popular 18th century | 41° 59′ 14″ N, 2° 25′ 27″ E / 41.9873452°N,2.4241394°E ca:Cal Sastre s/n                          | bé integrant del patrimoni cultural català |                              | Modifica les dades a Wikidata |
|        | Can Barloquic             | Vilanova de Sau | masia        |                                          | 41° 56′ 46″ N, 2° 22′ 54″ E / 41.9460671150119°N,2.38168141390718°E                               |                                            |                              | Modifica les dades a Wikidata |
|        | Can Bellot                | Vilanova de Sau | masia        | 18th century                             | 41° 55′ 59″ N, 2° 27′ 06″ E / 41.9330391231861°N,2.45175491020425°E ca:Can Bellot s/n             |                                            |                              | Modifica les dades a Wikidata |
|        | Can Borrell               | Vilanova de Sau | masia        |                                          | 41° 56′ 37″ N, 2° 23′ 32″ E / 41.9435206084546°N,2.39224994425959°E ca:Can Borrell s/n            |                                            |                              | Modifica les dades a Wikidata |
|        | Can Burjada               | Vilanova de Sau | masia        |                                          | 41° 56′ 38″ N, 2° 24′ 12″ E / 41.9438843424911°N,2.40321271959224°E                               |                                            |                              | Modifica les dades a Wikidata |
|        | Can Cardona               | Vilanova de Sau | masia        |                                          | 41° 56′ 19″ N, 2° 26′ 56″ E / 41.9385824728702°N,2.44887260966433°E ca:Can Cardona s/n            |                                            |                              | Modifica les dades a Wikidata |
|        | Can Carrasquet            | Vilanova de Sau | masia        | Estil: arquitectura popular              | 41° 59′ 14″ N, 2° 25′ 18″ E / 41.9873148°N,2.4216648°E ca:Can Carrasquet s/n                      | bé integrant del patrimoni cultural català |                              | Modifica les dades a Wikidata |
|        | Can Cuní                  | Vilanova de Sau | masia        |                                          | 41° 57′ 06″ N, 2° 23′ 26″ E / 41.9515812470511°N,2.39048420676377°E                               |                                            |                              | Modifica les dades a Wikidata |
|        | Can Gallard               | Vilanova de Sau | masia        |                                          | 41° 56′ 30″ N, 2° 27′ 04″ E / 41.9416830897755°N,2.45123451366347°E                               |                                            |                              | Modifica les dades a Wikidata |
|        | Can Janet                 | Vilanova de Sau | masia        | 17th century                             | 41° 56′ 46″ N, 2° 24′ 22″ E / 41.9460609844494°N,2.40611202190854°E ca:Can Janet s/n              |                                            |                              | Modifica les dades a Wikidata |
|        | Can Janet i Can Patel     | Vilanova de Sau | masia        | Estil: arquitectura popular              | 41° 56′ 45″ N, 2° 24′ 22″ E / 41.9459°N,2.40601°E                                                 | bé integrant del patrimoni cultural català |                              | Modifica les dades a Wikidata |
|        | Can Joan                  | Vilanova de Sau | masia        |                                          | 41° 56′ 52″ N, 2° 24′ 18″ E / 41.9478743159688°N,2.40494903427639°E                               |                                            |                              | Modifica les dades a Wikidata |
|        | Can Malagarsa             | Vilanova de Sau | masia        |                                          | 41° 56′ 08″ N, 2° 27′ 37″ E / 41.93552993717°N,2.46040651390836°E                                 |                                            |                              | Modifica les dades a Wikidata |
|        | Can Manel                 | Vilanova de Sau | masia        | Estil: arquitectura popular 16th century | 41° 55′ 39″ N, 2° 25′ 55″ E / 41.9274°N,2.43184°E ca:Sant Pere de Castanyadell                    | bé integrant del patrimoni cultural català |                              | Modifica les dades a Wikidata |
|        | Can Mas Romeu             | Vilanova de Sau | masia        | Estil: arquitectura popular              | 41° 56′ 03″ N, 2° 24′ 59″ E / 41.9342216°N,2.4164635°E                                            | bé integrant del patrimoni cultural català |                              | Modifica les dades a Wikidata |
|        | Can Masó                  | Vilanova de Sau | masia        |                                          | 41° 56′ 27″ N, 2° 24′ 15″ E / 41.9407997031566°N,2.40411005404303°E                               |                                            |                              | Modifica les dades a Wikidata |
|        | Can Mateu                 | Vilanova de Sau | masia        |                                          | 41° 57′ 54″ N, 2° 23′ 52″ E / 41.9650674035197°N,2.39791028013962°E ca:Can Mateu s/n 437 msnm     |                                            |                              | Modifica les dades a Wikidata |
|        | Can Mont                  | Vilanova de Sau | masia        |                                          | 41° 56′ 04″ N, 2° 26′ 53″ E / 41.9343089433853°N,2.44796854607109°E                               |                                            |                              | Modifica les dades a Wikidata |
|        | Can Morilla               | Vilanova de Sau | masia        |                                          | 41° 57′ 46″ N, 2° 24′ 14″ E / 41.9628827904915°N,2.40385606117855°E                               |                                            |                              | Modifica les dades a Wikidata |
|        | Can Pere Jan              | Vilanova de Sau | masia        |                                          | 41° 55′ 37″ N, 2° 25′ 51″ E / 41.9270020613601°N,2.43086890129689°E ca:Can Pere Jan s/n           |                                            |                              | Modifica les dades a Wikidata |
|        | Can Pont                  | Vilanova de Sau | masia        | Estil: arquitectura popular 18th century | 41° 56′ 48″ N, 2° 24′ 22″ E / 41.9466883°N,2.4062157°E ca:Ctra. Vic-Sau, Km. 16                   | bé integrant del patrimoni cultural català |                              | Modifica les dades a Wikidata |
|        | Can Puig                  | Vilanova de Sau | masia        |                                          | 41° 59′ 11″ N, 2° 24′ 45″ E / 41.9863723457721°N,2.41263066504444°E                               |                                            |                              | Modifica les dades a Wikidata |
|        | Can Pujol                 | Vilanova de Sau | masia        |                                          | 41° 56′ 15″ N, 2° 27′ 10″ E / 41.9375470204081°N,2.45270545707427°E                               |                                            |                              | Modifica les dades a Wikidata |
|        | Can Regater               | Vilanova de Sau | masia        | Estil: arquitectura popular              | 41° 55′ 40″ N, 2° 25′ 53″ E / 41.9278°N,2.43138°E                                                 | bé integrant del patrimoni cultural català |                              | Modifica les dades a Wikidata |
|        | Can Roca                  | Vilanova de Sau | masia        | Estil: arquitectura popular              | 41° 59′ 11″ N, 2° 25′ 41″ E / 41.9865°N,2.42819°E ca:Camí de Sau a Rupit                          | bé integrant del patrimoni cultural català |                              | Modifica les dades a Wikidata |
|        | Can Roquetes              | Vilanova de Sau | masia        |                                          | 41° 56′ 44″ N, 2° 22′ 55″ E / 41.9456455110618°N,2.38199916183232°E                               |                                            |                              | Modifica les dades a Wikidata |
|        | Can Sord                  | Vilanova de Sau | masia        |                                          | 41° 56′ 53″ N, 2° 23′ 12″ E / 41.9480660109771°N,2.38660868400981°E                               |                                            |                              | Modifica les dades a Wikidata |
|        | Can Teuler                | Vilanova de Sau | masia        | Estil: arquitectura popular              | 41° 56′ 39″ N, 2° 24′ 44″ E / 41.9442959°N,2.4121251°E ca:Can Teuler s/n                          | bé integrant del patrimoni cultural català |                              | Modifica les dades a Wikidata |
|        | Can Tordera               | Vilanova de Sau | masia        | Estil: arquitectura popular              | 41° 56′ 01″ N, 2° 22′ 25″ E / 41.9335°N,2.37357°E ca:Can Tordera s/n                              |                                            |                              | Modifica les dades a Wikidata |
|        | Can Tordera - Nord        | Vilanova de Sau | masia        | Estil: arquitectura popular              | 41° 56′ 01″ N, 2° 22′ 24″ E / 41.933537°N,2.373362°E 676 msnm                                     | bé integrant del patrimoni cultural català |                              | Modifica les dades a Wikidata |
|        | Can Tordera - Sud         | Vilanova de Sau | masia        | Estil: arquitectura popular              | 41° 56′ 00″ N, 2° 22′ 25″ E / 41.933462°N,2.37357°E 676 msnm                                      | bé integrant del patrimoni cultural català |                              | Modifica les dades a Wikidata |
|        | Can Valentí               | Vilanova de Sau | masia        |                                          | 41° 56′ 36″ N, 2° 23′ 37″ E / 41.9432580107286°N,2.39368804693028°E ca:Can Valentí s/n            |                                            |                              | Modifica les dades a Wikidata |
|        | Casanova d'en Crous       | Vilanova de Sau | masia        | Estil: arquitectura popular              | 41° 57′ 04″ N, 2° 24′ 53″ E / 41.9510275°N,2.414597°E                                             | bé integrant del patrimoni cultural català |                              | Modifica les dades a Wikidata |
|        | Collsabena                | Vilanova de Sau | masia        | Estil: arquitectura popular 19th century | 41° 54′ 25″ N, 2° 28′ 01″ E / 41.9069974°N,2.4670736°E ca:A 5 km del pont de Malafogassa 981 msnm | bé integrant del patrimoni cultural català | Collsabena                   | Modifica les dades a Wikidata |
|        | Fogueres                  | Vilanova de Sau | masia        |                                          | 41° 55′ 43″ N, 2° 27′ 19″ E / 41.9286510278107°N,2.45515755975251°E                               |                                            |                              | Modifica les dades a Wikidata |
|        | Malafogassa               | Vilanova de Sau | masia        | Estil: arquitectura popular 18th century | 41° 56′ 08″ N, 2° 24′ 46″ E / 41.9354725°N,2.4127248°E ca:A 5 km de can Tordera 479 msnm          | bé integrant del patrimoni cultural català | Malafogassa                  | Modifica les dades a Wikidata |
|        | Mas Francesc              | Vilanova de Sau | masia        | Estil: arquitectura popular              | 41° 57′ 44″ N, 2° 24′ 32″ E / 41.9622°N,2.40892°E                                                 | bé integrant del patrimoni cultural català |                              | Modifica les dades a Wikidata |
|        | Mas Morgadès              | Vilanova de Sau | masia        | Estil: arquitectura popular 16th century | 41° 56′ 14″ N, 2° 22′ 33″ E / 41.9372141°N,2.3758091°E ca:Ctra. de Vic a Vilanova de Sau, km 11   | bé integrant del patrimoni cultural català | Morgadès (Vilanova de Sau)   | Modifica les dades a Wikidata |
|        | Mas Novell                | Vilanova de Sau | masia        | Estil: arquitectura popular 18th century | 41° 59′ 06″ N, 2° 26′ 01″ E / 41.985°N,2.4335°E ca:Mas Novell s/n                                 | bé integrant del patrimoni cultural català |                              | Modifica les dades a Wikidata |
|        | Mas Novell Petit          | Vilanova de Sau | masia        | Estil: arquitectura popular              | 41° 59′ 09″ N, 2° 26′ 01″ E / 41.9858618°N,2.4337378°E                                            | bé integrant del patrimoni cultural català |                              | Modifica les dades a Wikidata |
|        | Mas Romeu                 | Vilanova de Sau | masia        | Estil: arquitectura popular 18th century | 41° 56′ 50″ N, 2° 24′ 25″ E / 41.9473591°N,2.407054°E ca:Mas Romeu s/n                            | bé integrant del patrimoni cultural català |                              | Modifica les dades a Wikidata |
|        | Masoveria de Tortadès     | Vilanova de Sau | masia        |                                          | 41° 54′ 03″ N, 2° 26′ 10″ E / 41.9007733220152°N,2.43612920150511°E                               |                                            |                              | Modifica les dades a Wikidata |
|        | Panissers                 | Vilanova de Sau | masia        | Estil: arquitectura popular 19th century | 41° 54′ 50″ N, 2° 26′ 18″ E / 41.9139579°N,2.4383892°E ca:A 7 km del pont de Malafogassa 634 msnm | bé integrant del patrimoni cultural català | Panissers                    | Modifica les dades a Wikidata |
|        | Sellabona                 | Vilanova de Sau | masia        | 17th century                             | 41° 58′ 25″ N, 2° 26′ 16″ E / 41.9736184626429°N,2.43772002206948°E ca:Sellabona s/n              |                                            |                              | Modifica les dades a Wikidata |
|        | Serrabaixa                | Vilanova de Sau | masia        |                                          | 41° 56′ 39″ N, 2° 23′ 25″ E / 41.9442584061508°N,2.39040918992285°E                               |                                            |                              | Modifica les dades a Wikidata |
|        | Torrents                  | Vilanova de Sau | masia        | Estil: arquitectura popular              | 41° 55′ 01″ N, 2° 27′ 19″ E / 41.917°N,2.45515°E ca:Torrents s/n                                  | bé integrant del patrimoni cultural català |                              | Modifica les dades a Wikidata |
|        | Tortadès                  | Vilanova de Sau | masia        |                                          | 41° 53′ 58″ N, 2° 26′ 11″ E / 41.8994237249419°N,2.43641835566053°E ca:Tortadès s/n               |                                            |                              | Modifica les dades a Wikidata |
|        | Vallclara                 | Vilanova de Sau | masia        |                                          | 41° 55′ 38″ N, 2° 28′ 13″ E / 41.9273352579489°N,2.47038968107236°E ca:Vallclara s/n              |                                            |                              | Modifica les dades a Wikidata |
|        | Vilaespinosa              | Vilanova de Sau | masia        | Estil: arquitectura popular              | 41° 59′ 15″ N, 2° 26′ 00″ E / 41.9875528°N,2.4332761°E                                            | bé integrant del patrimoni cultural català |                              | Modifica les dades a Wikidata |
|        | el Biaix                  | Vilanova de Sau | masia        | Estil: arquitectura popular              | 41° 57′ 12″ N, 2° 24′ 14″ E / 41.9534039°N,2.4038488°E ca:El Biaix s/n                            | bé integrant del patrimoni cultural català |                              | Modifica les dades a Wikidata |
|        | el Bruguer                | Vilanova de Sau | masia        | Estil: arquitectura popular 18th century | 41° 58′ 47″ N, 2° 25′ 21″ E / 41.9796995°N,2.4225184°E ca:El Bruguer s/n                          | bé integrant del patrimoni cultural català |                              | Modifica les dades a Wikidata |
|        | el Casalís                | Vilanova de Sau | masia        | 20th century                             | 41° 57′ 49″ N, 2° 24′ 16″ E / 41.9635440031668°N,2.4045739635098°E ca:El Casalís s/n              |                                            |                              | Modifica les dades a Wikidata |
|        | el Company                | Vilanova de Sau | masia        | Estil: arquitectura popular 16th century | 41° 56′ 55″ N, 2° 23′ 17″ E / 41.9485024°N,2.3880775°E ca:Camí del Company 536 msnm               | bé integrant del patrimoni cultural català | El Company (Vilanova de Sau) | Modifica les dades a Wikidata |
|        | el Crous                  | Vilanova de Sau | masia        | Estil: arquitectura popular 18th century | 41° 56′ 47″ N, 2° 24′ 53″ E / 41.9464076°N,2.4146996°E ca:El Crous s/n                            | bé integrant del patrimoni cultural català |                              | Modifica les dades a Wikidata |
|        | el Crous de Sant Andreu   | Vilanova de Sau | masia        | Estil: arquitectura popular 18th century | 41° 54′ 40″ N, 2° 27′ 44″ E / 41.911013°N,2.462247°E ca:Sant Andreu de Bancells 872 msnm          | bé integrant del patrimoni cultural català |                              | Modifica les dades a Wikidata |
|        | el Farigolar              | Vilanova de Sau | masia        | Estil: arquitectura popular 20th century | 41° 58′ 37″ N, 2° 25′ 18″ E / 41.9768403°N,2.4216993°E                                            | bé integrant del patrimoni cultural català |                              | Modifica les dades a Wikidata |
|        | el Jover                  | Vilanova de Sau | masia        | Estil: arquitectura popular              | 41° 54′ 41″ N, 2° 25′ 02″ E / 41.9112893430729°N,2.41731069959486°E ca:El Jover s/n               |                                            |                              | Modifica les dades a Wikidata |
|        | el Masnou                 | Vilanova de Sau | masia        | Estil: arquitectura popular              | 41° 58′ 47″ N, 2° 24′ 43″ E / 41.9797274°N,2.4120528°E                                            | bé integrant del patrimoni cultural català |                              | Modifica les dades a Wikidata |
|        | el Pagès                  | Vilanova de Sau | masia        |                                          | 41° 54′ 45″ N, 2° 27′ 36″ E / 41.912466302658°N,2.4598791629301°E                                 |                                            |                              | Modifica les dades a Wikidata |
|        | el Parcet                 | Vilanova de Sau | masia        | Estil: arquitectura popular              | 41° 58′ 43″ N, 2° 25′ 05″ E / 41.9786°N,2.41816°E                                                 | bé integrant del patrimoni cultural català |                              | Modifica les dades a Wikidata |
|        | el Portet                 | Vilanova de Sau | masia        |                                          | 41° 57′ 41″ N, 2° 24′ 14″ E / 41.9613969490457°N,2.40390611348826°E                               |                                            |                              | Modifica les dades a Wikidata |
|        | el Riber                  | Vilanova de Sau | masia        | Estil: arquitectura popular              | 41° 55′ 35″ N, 2° 25′ 29″ E / 41.926455°N,2.4248079°E ca:El Riber s/n                             | bé integrant del patrimoni cultural català |                              | Modifica les dades a Wikidata |
|        | el Vilar                  | Vilanova de Sau | masia        | Estil: arquitectura popular              | 41° 54′ 58″ N, 2° 27′ 46″ E / 41.9161366°N,2.4626564°E ca:El Vila s/n                             | bé integrant del patrimoni cultural català |                              | Modifica les dades a Wikidata |
|        | l'Albareda                | Vilanova de Sau | masia        | Estil: arquitectura popular 1553         | 41° 58′ 28″ N, 2° 25′ 15″ E / 41.9744765°N,2.4208878°E                                            | bé integrant del patrimoni cultural català |                              | Modifica les dades a Wikidata |
|        | l'Arboç                   | Vilanova de Sau | masia        | Estil: arquitectura popular              | 41° 57′ 37″ N, 2° 24′ 40″ E / 41.9603758°N,2.4109758°E                                            | bé integrant del patrimoni cultural català |                              | Modifica les dades a Wikidata |
|        | l'Arboç Xic               | Vilanova de Sau | masia        | Estil: arquitectura popular 18th century | 41° 57′ 30″ N, 2° 24′ 31″ E / 41.9582464°N,2.4084855°E ca:L'Arboç Xic s/n                         | bé integrant del patrimoni cultural català |                              | Modifica les dades a Wikidata |
|        | la Bófia                  | Vilanova de Sau | masia        | Estil: arquitectura popular              | 41° 57′ 14″ N, 2° 24′ 48″ E / 41.9539116°N,2.4132313°E                                            | bé integrant del patrimoni cultural català |                              | Modifica les dades a Wikidata |
|        | la Casa Nova de la Peça   | Vilanova de Sau | masia        | Estil: arquitectura popular              | 41° 54′ 53″ N, 2° 25′ 21″ E / 41.9147468319277°N,2.4224403215073°E ca:Casa nova de la Peça s/n    |                                            |                              | Modifica les dades a Wikidata |
|        | la Casanova               | Vilanova de Sau | masia        | Estil: arquitectura popular              | 41° 58′ 38″ N, 2° 24′ 50″ E / 41.9773°N,2.41384°E                                                 | bé integrant del patrimoni cultural català |                              | Modifica les dades a Wikidata |
|        | la Casica                 | Vilanova de Sau | masia        |                                          | 41° 56′ 34″ N, 2° 23′ 57″ E / 41.942763870382°N,2.39906114062809°E                                |                                            |                              | Modifica les dades a Wikidata |
|        | la Casota                 | Vilanova de Sau | masia        | Estil: arquitectura popular 18th century | 41° 59′ 20″ N, 2° 25′ 22″ E / 41.9887614°N,2.4227745°E ca:La Casota s/n                           | bé integrant del patrimoni cultural català |                              | Modifica les dades a Wikidata |
|        | la Coromina               | Vilanova de Sau | masia        |                                          | 41° 57′ 07″ N, 2° 23′ 35″ E / 41.9520724468147°N,2.39309776254682°E ca:La Coromina s/n            |                                            |                              | Modifica les dades a Wikidata |
|        | la Font                   | Vilanova de Sau | masia        | Estil: arquitectura popular              | 41° 57′ 07″ N, 2° 22′ 57″ E / 41.9520389°N,2.3824453°E ca:La Font s/n                             | bé integrant del patrimoni cultural català |                              | Modifica les dades a Wikidata |
|        | la Font d'en Martí        | Vilanova de Sau | masia        | Estil: arquitectura popular              | 41° 55′ 57″ N, 2° 24′ 06″ E / 41.9326057°N,2.4017387°E                                            | bé integrant del patrimoni cultural català |                              | Modifica les dades a Wikidata |
|        | la Noguera                | Vilanova de Sau | masia        | Estil: arquitectura popular              | 41° 55′ 23″ N, 2° 25′ 45″ E / 41.923°N,2.42928°E ca:Sant Pere de Castanyadell                     | bé integrant del patrimoni cultural català |                              | Modifica les dades a Wikidata |
|        | la Pendissa               | Vilanova de Sau | masia        |                                          | 41° 57′ 06″ N, 2° 23′ 26″ E / 41.9515994516647°N,2.39052022986241°E                               |                                            |                              | Modifica les dades a Wikidata |
|        | la Pujada                 | Vilanova de Sau | masia        | Estil: arquitectura popular 18th century | 41° 56′ 37″ N, 2° 24′ 20″ E / 41.9434997700859°N,2.405472271721°E ca:La Pujada s/n                |                                            |                              | Modifica les dades a Wikidata |
|        | la Riba                   | Vilanova de Sau | masia        |                                          | 41° 58′ 31″ N, 2° 24′ 47″ E / 41.9753865428425°N,2.41308165073747°E                               |                                            |                              | Modifica les dades a Wikidata |
|        | la Sala                   | Vilanova de Sau | masia        | Estil: arquitectura popular              | 41° 55′ 06″ N, 2° 26′ 01″ E / 41.9184467°N,2.4335986°E ca:La Sala s/n                             | bé integrant del patrimoni cultural català |                              | Modifica les dades a Wikidata |
|        | la Serra de Vilanova      | Vilanova de Sau | masia        | Estil: arquitectura popular              | 41° 57′ 42″ N, 2° 24′ 43″ E / 41.9616239°N,2.41199°E ca:La Serra de Vilanova s/n                  | bé integrant del patrimoni cultural català |                              | Modifica les dades a Wikidata |
|        | la Vileta Grossa          | Vilanova de Sau | masia        | 17th century                             | 41° 57′ 14″ N, 2° 22′ 56″ E / 41.9539331181755°N,2.38226901787591°E                               |                                            |                              | Modifica les dades a Wikidata |
|        | la Vileta Xica            | Vilanova de Sau | masia        | 18th century                             | 41° 57′ 12″ N, 2° 22′ 59″ E / 41.953433505556°N,2.38315464975279°E ca:La Vileta Xica, s/n         |                                            |                              | Modifica les dades a Wikidata |
|        | les Fagedes               | Vilanova de Sau | masia        | Estil: arquitectura popular              | 41° 56′ 29″ N, 2° 23′ 17″ E / 41.9414326°N,2.3881451°E ca:Les Fagedes s/n                         | bé integrant del patrimoni cultural català |                              | Modifica les dades a Wikidata |
|        | les Goteres               | Vilanova de Sau | masia        | Estil: arquitectura popular              | 41° 58′ 54″ N, 2° 24′ 46″ E / 41.9817216°N,2.4127829°E                                            | bé integrant del patrimoni cultural català |                              | Modifica les dades a Wikidata |
|        | les Guilloteres           | Vilanova de Sau | masia        |                                          | 41° 58′ 56″ N, 2° 24′ 56″ E / 41.9822807253213°N,2.41564988545447°E                               |                                            |                              | Modifica les dades a Wikidata |
|        | les Serres de Sant Andreu | Vilanova de Sau | masia        |                                          | 41° 57′ 40″ N, 2° 25′ 46″ E / 41.961027°N,2.429577°E ca:Sant Andreu de Bancells 657 msnm          |                                            |                              | Modifica les dades a Wikidata |
|        | les Tallades              | Vilanova de Sau | masia        |                                          | 41° 57′ 35″ N, 2° 23′ 27″ E / 41.959855164651°N,2.3906974622679°E                                 |                                            |                              | Modifica les dades a Wikidata |
|        | les Valls                 | Vilanova de Sau | masia        | Estil: arquitectura popular              | 41° 54′ 10″ N, 2° 26′ 59″ E / 41.9026462°N,2.4497006°E ca:Les Valls s/n                           | bé integrant del patrimoni cultural català |                              | Modifica les dades a Wikidata |

## molí d'aigua
| imatge | Nom                | Ubicat a         | instància de | Detalls                                | coordenades                                                         | Protecció                                  | Commons (més fotos) | Dades a WD                    |
| ------ | ------------------ | ---------------- | ------------ | -------------------------------------- | ------------------------------------------------------------------- | ------------------------------------------ | ------------------- | ----------------------------- |
|        | Molí d'Amunt       | Vilanova de Sau  | molí d'aigua | Estil: arquitectura popular            |                                                                     | bé integrant del patrimoni cultural català |                     | Modifica les dades a Wikidata |
|        | Molí de Baix       | Vilanova de Sau  | molí d'aigua |                                        | 41° 56′ 04″ N, 2° 24′ 36″ E / 41.9344713551996°N,2.40999504992898°E |                                            |                     | Modifica les dades a Wikidata |
|        | Molí de Sau        | Sant Romà de Sau | molí d'aigua | Estat: submergit enderrocat o destruït | 41° 58′ 15″ N, 2° 23′ 47″ E / 41.970881°N,2.396431°E                |                                            | Molí de Sau         | Modifica les dades a Wikidata |
|        | Molí del Dalt Ribé | Vilanova de Sau  | molí d'aigua | Estil: arquitectura popular            |                                                                     | bé integrant del patrimoni cultural català |                     | Modifica les dades a Wikidata |

## muntanya
| imatge | Nom                             | Ubicat a                                | instància de | Detalls | coordenades                                                                          | Protecció | Commons (més fotos)           | Dades a WD                    |
| ------ | ------------------------------- | --------------------------------------- | ------------ | ------- | ------------------------------------------------------------------------------------ | --------- | ----------------------------- | ----------------------------- |
|        | Puig Cornador (Vilanova de Sau) | Vilanova de Sau                         | muntanya     |         | 41° 56′ 40″ N, 2° 24′ 34″ E / 41.9444°N,2.40933°E 621 621.2 msnm                     |           |                               | Modifica les dades a Wikidata |
|        | Puig Cubell                     | Vilanova de Sau                         | muntanya     |         | 41° 55′ 17″ N, 2° 27′ 45″ E / 41.9215°N,2.46251°E 1004.6 msnm                        |           |                               | Modifica les dades a Wikidata |
|        | Puig Gallinàs                   | Vilanova de Sau                         | muntanya     |         | 41° 57′ 50″ N, 2° 25′ 58″ E / 41.964°N,2.43284°E 663.8 msnm                          |           |                               | Modifica les dades a Wikidata |
|        | Puig Gros                       | Sant Hilari Sacalm Vilanova de Sau      | muntanya     |         | 41° 57′ 36″ N, 2° 26′ 29″ E / 41.95991944°N,2.44141111°E 643.5 msnm                  |           |                               | Modifica les dades a Wikidata |
|        | Puig Rodó                       | Vilanova de Sau                         | muntanya     |         | 41° 56′ 15″ N, 2° 23′ 57″ E / 41.9376°N,2.3992°E 615 msnm                            |           |                               | Modifica les dades a Wikidata |
|        | Puig Torrat                     | Vilanova de Sau                         | muntanya     |         | 41° 55′ 19″ N, 2° 28′ 26″ E / 41.922°N,2.47395°E 1135.1 msnm                         |           |                               | Modifica les dades a Wikidata |
|        | Puig d'Ases                     | Vilanova de Sau                         | muntanya     |         | 41° 54′ 13″ N, 2° 27′ 21″ E / 41.9037°N,2.45589°E 1011 msnm                          |           | Puig d'Ases (Vilanova de Sau) | Modifica les dades a Wikidata |
|        | Puig de la Força                | Vilanova de Sau Tavertet                | muntanya     |         | 41° 58′ 52″ N, 2° 23′ 20″ E / 41.9810070598°N,2.38898447593°E ca:El Castell 740 msnm |           | Puig de la Força              | Modifica les dades a Wikidata |
|        | Roca Falconera                  | Vilanova de Sau                         | muntanya     |         | 41° 57′ 21″ N, 2° 22′ 33″ E / 41.9557°N,2.37579°E 718 msnm                           |           | Roca Falconera                | Modifica les dades a Wikidata |
|        | Roca del Migdia                 | Tavèrnoles Vilanova de Sau              | muntanya     |         | 41° 57′ 39″ N, 2° 22′ 58″ E / 41.9609°N,2.38286°E 766.5 msnm                         |           |                               | Modifica les dades a Wikidata |
|        | Roques de les Àligues           | Vilanova de Sau                         | muntanya     |         | 41° 56′ 50″ N, 2° 26′ 01″ E / 41.94722222°N,2.43367833°E 771.1 msnm                  |           |                               | Modifica les dades a Wikidata |
|        | Turó de Collsesplanes           | Vilanova de Sau                         | muntanya     |         | 41° 53′ 29″ N, 2° 25′ 57″ E / 41.8913°N,2.43262°E 1002.2 msnm                        |           |                               | Modifica les dades a Wikidata |
|        | Turó de Cremades                | Sant Hilari Sacalm Vilanova de Sau      | muntanya     |         | 41° 53′ 42″ N, 2° 26′ 48″ E / 41.89505°N,2.44666944°E 1042.6 msnm                    |           |                               | Modifica les dades a Wikidata |
|        | Turó de Faig Verd               | Vilanova de Sau Sant Hilari Sacalm      | muntanya     |         | 41° 55′ 09″ N, 2° 28′ 43″ E / 41.9192°N,2.47864°E 1175.9 msnm                        |           |                               | Modifica les dades a Wikidata |
|        | Turó de les Alberedes           | Vilanova de Sau                         | muntanya     |         | 41° 58′ 13″ N, 2° 25′ 10″ E / 41.97026667°N,2.41944056°E 557.5 msnm                  |           |                               | Modifica les dades a Wikidata |
|        | Turó dels Bassots               | Sant Sadurní d'Osormort Vilanova de Sau | muntanya     |         | 41° 53′ 43″ N, 2° 25′ 47″ E / 41.89537222°N,2.42975278°E 966.6 msnm                  |           |                               | Modifica les dades a Wikidata |
|        | Venta-sacs                      | Vilanova de Sau Tavertet                | muntanya     |         | 41° 59′ 32″ N, 2° 26′ 06″ E / 41.9923°N,2.43488°E 656.4 msnm                         |           |                               | Modifica les dades a Wikidata |
|        | el Telèfon                      | Vilanova de Sau                         | muntanya     |         | 41° 55′ 50″ N, 2° 25′ 21″ E / 41.93056389°N,2.42247778°E 679.9 msnm                  |           |                               | Modifica les dades a Wikidata |
|        | l'Apaiador                      | Vilanova de Sau                         | muntanya     |         | 41° 56′ 08″ N, 2° 24′ 06″ E / 41.93552083°N,2.40170222°E 632.9 msnm                  |           |                               | Modifica les dades a Wikidata |

## oratori
| imatge | Nom                                     | Ubicat a                   | instància de | Detalls                     | coordenades                                          | Protecció                                  | Commons (més fotos)                     | Dades a WD                    |
| ------ | --------------------------------------- | -------------------------- | ------------ | --------------------------- | ---------------------------------------------------- | ------------------------------------------ | --------------------------------------- | ----------------------------- |
|        | Pedronet de la Mare de Déu dels Cingles | Tavèrnoles Vilanova de Sau | oratori      | Estil: arquitectura popular | 41° 56′ 02″ N, 2° 22′ 09″ E / 41.933935°N,2.369228°E | bé integrant del patrimoni cultural català | Pedronet de la Mare de Déu dels Cingles | Modifica les dades a Wikidata |
|        | Pedró de Sant Francesc                  | Vilanova de Sau            | oratori      | Estil: arquitectura popular |                                                      | bé integrant del patrimoni cultural català |                                         | Modifica les dades a Wikidata |

## pont
| imatge | Nom                      | Ubicat a        | instància de | Detalls                                                       | coordenades                                                                                          | Protecció                   | Commons (més fotos) | Dades a WD                    |
| ------ | ------------------------ | --------------- | ------------ | ------------------------------------------------------------- | --- | --------------------------- | ------------------- | ----------------------------- |
|        | Pont de Malafogassa      | Vilanova de Sau | pont         | Estil: arquitectura gòtica 15th century 1498 Estat: bon estat | 41° 56′ 08″ N, 2° 24′ 46″ E / 41.9354725°N,2.4127248°E ca:sobre la riera Major a 5 km de Can Tordera | bé cultural d'interès local | Pont de Malafogassa | Modifica les dades a Wikidata |
|        | Pont de Sant Romà de Sau | Vilanova de Sau | pont         | Estil: arquitectura popular                                   | |                             |                     | Modifica les dades a Wikidata |
|        | Pont de les Fontiques    | Vilanova de Sau | pont         |                                                               | 41° 57′ 36″ N, 2° 24′ 24″ E / 41.9600149832798°N,2.40662202484583°E                                  |                             |                     | Modifica les dades a Wikidata |

## serra
| imatge | Nom                          | Ubicat a                           | instància de | Detalls | coordenades                                                         | Protecció | Commons (més fotos) | Dades a WD                    |
| ------ | ---------------------------- | ---------------------------------- | ------------ | ------- | ------------------------------------------------------------------- | --------- | ------------------- | ----------------------------- |
|        | Carena de Puig d'Ases        | Vilanova de Sau                    | serra        |         | 41° 54′ 26″ N, 2° 26′ 58″ E / 41.9071°N,2.44948°E 1011 msnm         |           |                     | Modifica les dades a Wikidata |
|        | Collsacreu (Vilanova de Sau) | Vilanova de Sau                    | serra        |         | 41° 58′ 41″ N, 2° 25′ 59″ E / 41.9781°N,2.43313°E 690.8 msnm        |           |                     | Modifica les dades a Wikidata |
|        | Serratsacastell              | Sant Hilari Sacalm Vilanova de Sau | serra        |         | 41° 56′ 55″ N, 2° 26′ 57″ E / 41.94873889°N,2.44910556°E 907.3 msnm |           |                     | Modifica les dades a Wikidata |
|        | serrat de la Bandera         | Vilanova de Sau                    | serra        |         | 41° 56′ 08″ N, 2° 25′ 38″ E / 41.93563556°N,2.42729167°E            |           |                     | Modifica les dades a Wikidata |

## Misc
| imatge | Nom                                  | Ubicat a                                  | instància de                                                                          | Detalls                                                                               | coordenades                                                                                             | Protecció                                            | Commons (més fotos)     | Dades a WD                    |
| ------ | ------------------------------------ | ----------------------------------------- | ------------------------------------------------------------------------------------- | ------------------------------------------------------------------------------------- | --- | ---------------------------------------------------- | ----------------------- | ----------------------------- |
|        | Balma del Castell                    | Vilanova de Sau                           | abric rocós                                                                           |                                                                                       | 41° 58′ 51″ N, 2° 23′ 30″ E / 41.9807332196498°N,2.39169100042977°E                                     |                                                      |                         | Modifica les dades a Wikidata |
|        | Castell de Cornil                    | Vilanova de Sau                           | castell                                                                               | Estil: arquitectura popular                                                           | 41° 58′ 51″ N, 2° 23′ 20″ E / 41.980822°N,2.389022°E ca:Puig de la Força 675 msnm                       | bé d'interès cultural bé cultural d'interès nacional | Castell de Cornil       | Modifica les dades a Wikidata |
|        | Faig Verd                            | Vilanova de Sau                           | vèrtex geodèsic                                                                       | Alt: 1.2m                                                                             | 41° 55′ 09″ N, 2° 28′ 43″ E / 41.919196°N,2.478638°E 1187.175 msnm                                      |                                                      |                         | Modifica les dades a Wikidata |
|        | Granja de Can Benet                  | Vilanova de Sau                           | granja                                                                                |                                                                                       | 41° 56′ 36″ N, 2° 23′ 16″ E / 41.9433167060467°N,2.38777615515998°E                                     |                                                      |                         | Modifica les dades a Wikidata |
|        | Rectoria de Sant Andreu de Bancells  | Vilanova de Sau                           | rectoria                                                                              | Estil: arquitectura popular 18th century                                              | 41° 56′ 05″ N, 2° 26′ 48″ E / 41.9347406°N,2.4467108°E ca:Sant Andreu de Bancells                       | bé integrant del patrimoni cultural català           | Sant Andreu de Bancells | Modifica les dades a Wikidata |
|        | Ter                                  | Ripollès Osona Selva Gironès Baix Empordà | curs d'aigua riu principal                                                            | Desemboca: mar Mediterrània Llarg: 208km Conca: 3010km²                               | 42° 25′ 40″ N, 2° 15′ 24″ E / 42.427778°N,2.256667°E 42° 01′ 24″ N, 3° 11′ 31″ E / 42.02347°N,3.19187°E |                                                      | Ter River               | Modifica les dades a Wikidata |
|        | casa consistorial de Vilanova de Sau | Vilanova de Sau                           | casa consistorial                                                                     |                                                                                       | 41° 56′ 50″ N, 2° 23′ 03″ E / 41.9473445°N,2.3841545°E                                                  |                                                      |                         | Modifica les dades a Wikidata |
|        | la Clota                             | Vilanova de Sau                           | cova                                                                                  |                                                                                       | 41° 59′ 08″ N, 2° 22′ 54″ E / 41.985462426601°N,2.38171080558995°E                                      |                                                      |                         | Modifica les dades a Wikidata |
|        | presa de Sau                         | Vilanova de Sau                           | presa d'aigua central hidroelèctrica Ús: energia hidroelèctrica regadiu aigua potable | 1949 Llarg: 260m Alt: 83m Conca: 1522km²                                              | 41° 58′ 04″ N, 2° 24′ 47″ E / 41.967647222222°N,2.4131083333333°E Ter 427 343.5 msnm                    |                                                      |                         | Modifica les dades a Wikidata |
|        | sequoia de Tortadès                  | Vilanova de Sau                           | arbre singular                                                                        | Taxon: sequoia gegant (Sequoiadendron giganteum) Ample: 16m Alt: 48m Perímetre: 6.34m | 41° 53′ 57″ N, 2° 26′ 19″ E / 41.89927°N,2.43853°E ca:Tortadès 835 msnm                                 | arbre monumental                                     | Sequoia de Tortadès     | Modifica les dades a Wikidata |